# 排卵試紙

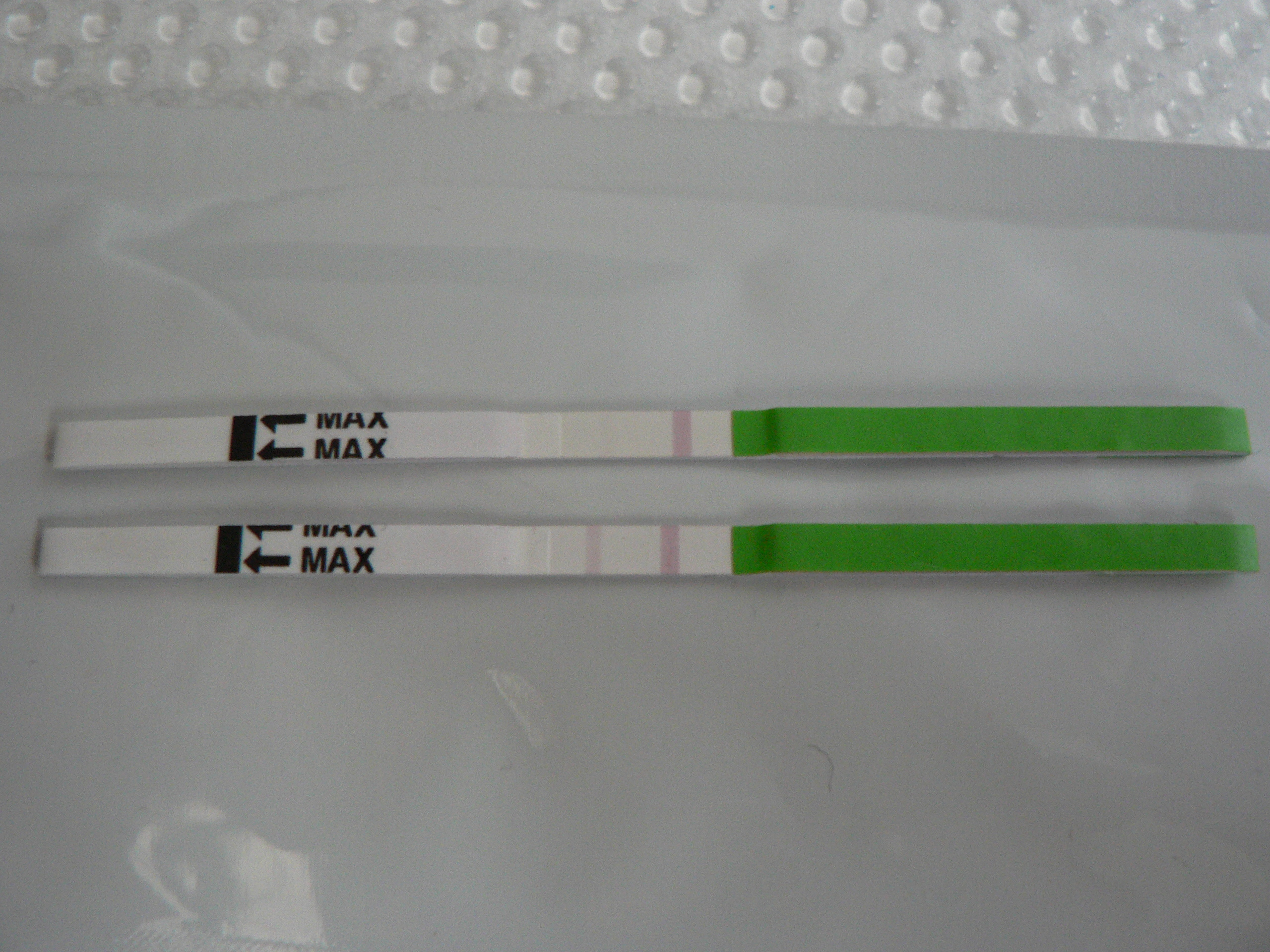
一對排卵試紙

排卵試紙（Ovulation prediction kit）是一種輔助婦女預測排卵時間（生育能力測試）的工具，通常提供給積極嘗試懷孕的女性，也有女性用來避孕。其量測的結果可提供排卵日期，做為女性參考。

## 原理
試紙採用免疫層析雙抗體夾心法原理，分成以下數層：鼠抗a-LH單克隆抗體（Mouse anti-Human Luteinizing Hormone　monoclonal antibody）做檢測線（T線），羊抗鼠IgG多克隆抗體（Goat anti Mouse IgG Polyclonal Antibody）當對照線（C線）的硝酸纖維素膜，及吸附有膠體金標記鼠抗β-LH單克隆抗體（Gold-labeled mouse anti-β-LH monoclonal antibody）的玻璃纖維等輔料，層層貼附，以膠體金標記技術製造出來。如此製造出來的試紙，可檢測尿液裡LH（黃體成長激素，或稱黃體生成素）的含量。當女性身體接近排卵期時，會有一段短暫大量分泌LH的時期，在LH激增24~48小時後會排卵。

## 使用要領
試紙標有箭頭的一端浸泡至尿液三秒左右，確認沾濕後，取出平放。試紙平放幾分鐘，可觀察到一條或兩條線。結果的判定來自兩條線，即檢測線T線與對照線C線。當T線的顏色深度等於或大於C線時，結果即為陽性（此時LH明顯為高）。當C線的顏色深度大於T線，或只出現C線時，即為陰性。當只出現T線時，代表這次檢測無效，須重新驗測。
當T線比C線顏色深，代表陽性的性質越強。當發現受測結果為陽性時，若每隔幾個小時就重複測試，會發現陽性的強度會逐漸升高，接著減弱。當開始減弱時，即預計24小時內排卵。女性藉試紙找到強陽轉弱陽的時間，此時正在發生排卵，受孕機率相對最高，此時可開始改成4~8小時測試一次，更能找到由強陽轉弱陽的時間。。
當試紙出現兩條線時，不一定代表就是排卵。如果有些婦女發現雙線的顏色一直呈淺色，即沒有強陽性的期間，常是因為開始測量的時間已過LH高峰。對於這樣的問題，建議女性朋友可以稍微提前幾天使用排卵試紙，即可能避免以上問題。有些女性若總是只測出弱陽，但又希望懷孕，建議就醫診斷是否有排卵問題。